# بيت المقبرة (حزم العدين)

تعديل مصدري - تعديل

بيت المقبرة محلة تابعة لقرية القصيع، التابعة لعزلة الابعون بمديرية حزم العدين إحدى مديريات محافظة إب في الجمهورية اليمنية، بلغ تعداد سكانها 22 حسب تعداد اليمن لعام 2004.